# Rudolf Wiszkowski
Rudolf Wiszkowski (* 8. April 1928 in Königsberg) ist ein deutscher autodidaktischer Maler und Zeichner in Thüringen.

## Leben und Werk
Wiszkowski absolvierte eine Lehre als Maschinenschlosser und erhielt eine Ausbildung als Werbemaler. In diesem Beruf arbeitete er u. a. in der PGH „Albrecht Dürer“ Suhl. Dafür wurde er als Aktivist geehrt. Er betätigte sich autodidaktisch als Maler und Zeichner und war dann in Suhl freischaffend tätig. Wiszkowski schuf insbesondere Ölgemälde und Aquarelle mit Landschaftsmotiven. Bis 1990 war er Mitglied des Verbands Bildender Künstler der DDR.
Eine große Zahl seiner Bilder befindet sich als dessen Schenkung im Waffenmuseum Suhl, weitere u. a. im Kunstarchiv Beeskow und in der Sammlung Thüringer Kunst des Kulturhistorischen Museums Mühlhausen.

## Werkbeispiele
- Winter in Thüringen (1970, Öl, 59,5 × 79,5 cm; Kunstarchiv Beeskow)
- Urlaubsfreuden am Plauer See (1970er Jahre, Öl; Waffenmuseum)
- Neue Stadt auf dem Ziegenberg Suhl (1981–1982, Öl, 101,5 × 76,5 cm; Kulturhistorisches Museum Mühlhausen)

## Ausstellungen (unvollständig)
- 1971, 1975, 1979 und 1984: Suhl, Bezirkskunstausstellungen
- 1976: Suhl, Kunstkabinett (Einzelausstellung)
- 1983: Sonneberg, Spielzeugmuseum (Einzelausstellung mit Malerei)
- 1993: Zella-Mehlis, Galerie im Bürgerhaus (Einzelausstellung mit Aquarellen und Zeichnungen)
- 2012: Suhl, Rennsteig-Galerie (mit vier weiteren Suhler Künstlern)

## Weblink
- easydb.archive